# Nola drepanucha
Nola drepanucha är en fjärilsart som beskrevs av Fletcher 1958. Nola drepanucha ingår i släktet Nola och familjen trågspinnare. Inga underarter finns listade i Catalogue of Life.